# José Luis Souto Alonso
José Luis Souto Alonso fue un escritor, investigador e historiador del patrimonio artístico, nacido en Pontevedra el 27 de agosto de 1942 y fallecido en Vigo el 2 de agosto de 2016. Fue también fundador de la Asociación para la Defensa Ecológica y del Patrimonio Histórico-Artístico (ADELPHA), del Centro de Estudios sobre el Patrimonio Histórico Ambrosio de Morales, y editorialista del desaparecido diario Madrid y colaborador en diferentes publicaciones.

## Biografía
Sus primeros estudios se desarrollan en el Instituto Cardenal Cisneros de Madrid para, posteriormente, licenciarse en Derecho por la Universidad Complutense de Madrid. Amplía su formación en Filosofía e Historia del Arte en la Universidad Libre de Bruselas.

Entre 1966 y 1968 ejerce como profesor en la cátedra de Historia de la Filosofía Española y de Filosofía de la Historia, en la Facultad de Filosofía de la Universidad Complutense de Madrid[cita requerida], que compagina con su trabajo en el diario Madrid en el que forma parte de su consejo de redacción[cita requerida] y editoriales, junto a Rafael Calvo Serer, hasta el 25 de noviembre de 1971, día en el que se produjo el cierre de dicho diario.

En 1973 funda, junto a Ignacio de Medina -Duque de Segorbe-, Santiago Amón, Javier Morales Vallejo, María Rosa Suárez-Inclán y Juan Ignacio Sáenz y Díez de la Gándara,  la Asociación para la Defensa Ecológica y del Patrimonio Histórico-Artístico (ADELPHA), asumiendo una de sus vicepresidencias.

En 1974 obtiene plaza en el cuerpo de Secretarios de Cámaras de la Propiedad Urbana y en 1975 posteriormente, (1975) en el Cuerpo Superior de Administradores Civiles del Estado. Tras un breve paso por distintos destinos en varias provincias, accede al Consejo de Universidades[cita requerida], donde permanecería hasta su jubilación.
En 1977 se presenta como candidato del PSOE al Congreso de los Diputados por la provincia de Cuenca en las primeras elecciones democráticas tras la dictadura, junto con Virgilio Zapatero y Justo Zambrana, no obteniendo acta.

En 1982, tras la disolución de ADELPHA, funda con Santiago Amón el Centro de estudios sobre el patrimonio histórico-artístico Ambrosio de Morales, en el que desempeña la Secretaría General hasta el día de su muerte.[cita requerida]

En el año 1984 se incorporó, junto con Amando de Miguel, Santiago Amón y Chumy Chúmez al semanario satírico El cocodrilo, en el que se encargó de la crítica política hasta su cierre, en 1986. 

Falleció en Vigo el 2 de agosto de 2016, legando su importantísima biblioteca (más de 30 000 volúmenes) y los archivos de ADELPHA y del Centro de Estudios sobre el Patrimonio Histórico Ambrosio de Morales al Museo de Pontevedra.[cita requerida]

## Obra
- Biografía completa de Adolfo Hitler”.- Ibérico Europea de Ediciones.- Madrid 1968.- Dep. legal M 22986/68.
- “Informe sobre la destrucción del patrimonio arquitectónico de Cuenca”, con Santiago Amón. 29/9/1981. Comisión Antigüedades de la Real Academia de la Historia-CM Catálogo acciones (CACU /9/7953/25).
- “Propuesta de recuperación del depósito histórico-artístico enviado a México en 1939 a bordo del yate ‘Vita’”. Expediente 197458/81. Boletín de la Real Academia de la Historia. Tomo CCV.
- “Informe sobre la destrucción del recinto intramuros de Lugo”. - Madrid 1982.- Centro Ambrosio de Morales.
- “Esculturas de Pedro de Mena en Budia (Guadalajara). Una Dolorosa y un Ecce Homo,  réplica de otro de las Descalzas Reales”. Revista “Reales Sitios”, número 86.- 1985.
- “Efímero barroco madrileño: la entrada de María Luisa de Orleáns y el Monumento de la Plaza de la Villa”.- Revista “Reales Sitios”, número 86.- 1985.
- “Madrid simbólico”.- Editorial Heliodoro.- Madrid 1986.- ISBN 978-84-85381-51-7.
- "Jardines del Palacio de Boadilla del Monte: estudio histórico y propuesta de restauración", con Lucía Serredi.- Comunidad de Madrid.-2001- Premio Palacio del Infante, Lucía Serredi.
- “El arte regio y la imagen del soberano”, en colaboración con José Luis Sancho en “Carlos II: el rey y su entorno cortesano”, coordinado por Luis Antonio Ribot García.-  Editorial: Centro de Estudios Europa Hispánica (2009-04).
- “El primer retrato del rey Carlos II: una composición alegórica dibujada por Herrera Barnuevo. Precisiones sobre la iconografía regia en la Corte del último Austria”, en unión con José Luis Sancho. Revista “Reales Sitios”, número 184.- 2010.
- “Ventura Rodríguez, el neoclasicismo y el protorromanticismo”. Boletín del Museo e Instituto Camón Aznar.- Número 108.- 2011
- “Hacia una reconsideración crítica de Ventura Rodríguez”. En coautoría con José Luis Sancho. Congreso sobre Benedetto Alfieri, arquitecto. Turín.- 2011
- “El cuerpo imperial. Ideología del retrato regio en Nueva España bajo Carlos III y Carlos IV”. En coautoría con Fernando Ciaramitaro.- UNAM.- México.- 2011.
- “Censura y opinión pública en la Nueva España”, en colaboración con Fernando Ciaramitaro.- Histórica. Volumen 36, N.º 1.- 2012.
- “El cuerpo del Rey. Ideología, política y arte en la Nueva España”, en coautoría con Fernando Ciaramitaro.- Universidad Autónoma de la Ciudad de México.- 2013.
- “Cuerpo e historia. El marco referencial de los modelos hispánicos”, con Fernando Ciaramitaro. Revista “Contribuciones desde Coatepec”. Volumen 29.- México.- 2015.
- Pintura de los Reinos. Identidades compartidas en el mundo hispánico. Miradas varias, siglos XVI-XIX. Ciclo de conferencias (Real Academia de la Historia, Madrid, 2010; Academia Mexicana de la Historia, México, 2011) Fomento Cultural Banamex, A.C., México, 2012. Secuencia, n.º 91- México enero/abril 2015.
- Reseña, en coautoría con Fernando Ciaramitaro sobre el libro de Aznar,  Hanotin y May “À la place du roi. Vice-rois, gouverneurs et ambassadeurs dans les monarchies française et espagnole”. Madrid. Casa de Velázquez. 2014. En Revista “Relaciones Estudios de Historia y Sociedad”. Número 148. Otoño 2016.
- El Cuerpo del Rey.- Editorial Universidad de México. Casa de Velázquez, Madrid, 2017
- “Urco”.- Novela.- Málaga.- 2013 (pendiente de publicación).
- “Sevilla negra: una mirada diferente”.- Ensayo.- Arbo (Pontevedra) 2014. (Pendiente de publicación)
- Numerosos artículos escritos en el Diario “Madrid”, en la Revista “El Cocodrilo” y en otros periódicos y revistas de alcance nacional.
- Es de destacar su labor en “El Socialista”, en el colaboró durante largos y fecundos años, donde dejó escritos medio centenar de artículos de opinión.